# Arakiite
L'arakiite è un minerale.

## Etimologia
Il nome è in onore del cristallografo e mineralogista statunitense Takaharu Araki (1929-2004), ha contribuito a delineare la struttura di vari sali degli ossiacidi.